# The Vandals
The Vandals est un groupe de punk rock américain, originaire de Huntington Beach, en Californie. Il est formé en 1980 par le guitariste Jan Nils Ackermann. La composition du groupe a beaucoup changé pendant les neuf premières années du groupe : Dave Quackenbush, chanteur du groupe depuis 1985 ; le batteur Josh Freese en 1989 ; Warren Fitzgerald (guitariste depuis 1987) et Joe Escalante ; Escalante, passé de batteur à guitariste ou bassiste, est le seul membre initial.
Depuis 2002, Escalante sort tous les albums du groupe sur Kung Fu Records, label cofondé par Escalante et Fitzgerald. Le groupe est très connu pour ses textes humoristiques et ironiques, préférant utiliser leur musique plus pour s'amuser et amuser le public plutôt que pour aborder des sujets sérieux.

## Biographie

### Débuts (1980–1984)
The Vandals formé en 1980 à Huntington Beach, en Californie, par le guitariste Jan Nils Ackermann. Puis le chanteur Steven Ronald « Stevo » Jensen (1959-21 août 2005) est recruté, et lui et Ackermann chercheront sans relâche d'autres membres pour finalement engager le bassiste Steve « Human » Pfauter et le batteur Joe Escalante. Certains des premiers membres sont Steve Gonzales à la basse et Vince Mesa à la batterie.
Le groupe se construit rapidement une réputation à Los Angeles, en Californie, et dans la scène punk rock du Comté d'Orange qui, à cette période ,comprend des groupes comme Bad Religion, Descendents, Black Flag, T.S.O.L., X, les Germs, Suicidal Tendencies, The Dickies, et Social Distortion. En 1982, le groupe devient le deuxième à signer au label Epitaph Records, dirigé par Brett Gurewitz du groupe Bad Religion, auquel il publie l'EP Peace thru Vandalism. Il comprend des chansons sélectionnées par les fans, et jouées dans les années 1990, comme Urban Struggle, qui devient un succès dans l'émission radio Rodney on the ROQ.
En 1984, le groupe apparait dans le film Suburbia sous l'invitation du réalisateur Penelope Spheeris, qui a également réalisé The Decline of Western Civilization. Ils jouent aussi un concert au Cypress College Young Republicans, avec Circle Jerks, The Dickies, D.I., et Plain Wrap. Pfauter quitte le groupe en 1984 et est remplacé par Brent Turner à la basse avec qui le groupe enregistre l'album, When in Rome Do as the Vandals. Pendant la sortie de l'album en 1995 au label National Trust Records, Chalmer Lumary devient bassiste à plein temps. Plus tard, des conflits entre membres mènent au départ de Stevo. Il est remplacé par Dave Quackenbush du groupe Falling Idols, qui restera depuis chanteur des Vandals. En 1987, le groupe apparait dans un autre film de Penelope Spheeris, Dudes.

### Arrivée de Quackenbush, Fitzgerald, et Freese (1984–1989)

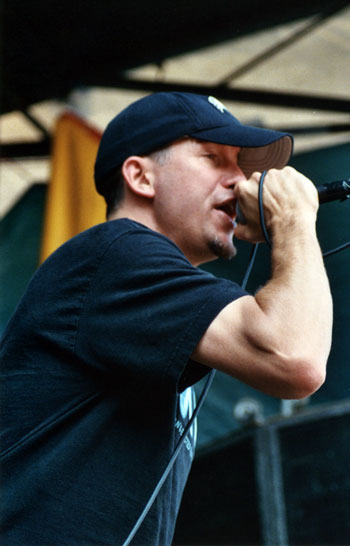
Dave Quackenbush remplace Stevo au chant en 1985.

En 1989, Lumary quitte le groupe et Robbie se joint au groupe en studio pour jouer de la basse sur l'album Slippery When Ill. L'album est quelque part un départ du punk rock issu de leurs précédents albums, fusionnant country et musiques occidentales à une branche humoristique du punk, plus tard appelée cowpunk. Le style désormais humoristique du groupe rebute certains fans habitués à leur style sombre. En 1999, l'album est réédité sous le titre The Vandals Play Really Bad Original Country Tunes. Après la sortie de Slippery When Ill, le groupe effectue des changements de formation, le batteur MacKinnon et le guitariste Ackermann ayant quitté le groupe.
Stevo, Ackermann, Lumary, et le batteur de T.S.O.L. Todd Barnes joue un concert sous le nom de The Vandals, puis sous S.N.I.V. (Stevo's New and Improved Vandals). Le départ de Ackermann et MacKinnon mène Escalante et Quackenbush à chercher un nouveau guitariste et un batteur. The Vandals jouent aussi pour un groupe appelé Doggy Style, dont le guitariste Warren Fitzgerald sera recruté comme leur nouveau guitariste permanent. cette période, Escalante et Quackenbush visitent Disneyland, où ils assistent Josh Freese à la batterie. Ils décident de l'engager ; et les Vandals comprennent Quackenbush, Fitzgerald, Escalante, et Freese.

### Punk revival des années 1990 (1990–2000)
En 1990, la nouvelle formation enregistre Fear of a Punk Planet, un album qui établira leur présence dans le revirement de la scène punk californienne aux côtés de groupes comme Green Day, NOFX, The Offspring, Rancid, Pennywise, et Sublime. Un clip de la chanson Pizza Tran est réalisé et diffusé à la télévision locale. En 1992, Escalante devient exécutif à CBS. En 1994, le groupe publie Sweatin' to the Oldies: The Vandals Live, un album live qui comprend des performances des chansons Peace thru Vandalism et When in Rome. À ce moment, le groupe jouera de moins en moins ses vieux morceaux sur scène et se consacrera plus à de nouvelles chansons.
En 1995, le punk rock se popularise à l'échelle nationale américaine, et The Vandals signe au label Nitro Records, dirigé par Dexter Holland des Offspring. Ils publient l'album Live Fast, Diarrhea qui est bien accueilli, et soutenu par le groupe pendant une tournée américaine et européenne, jouant notamment avec leurs pairs de No Doubt. L'album gagne en notoriété notamment grâce à l'émission télévisée X-Files : Aux frontières du réel dans laquelle l'acteur Giovanni Ribisi joue un personnage qui porte un t-shirt Vandals et écoute leur musique. En 1996 sort l'album The Quickening, un album légèrement plus nihiliste et agressif, qui comprend le single It's a Fact. Cette année, Escalante et Fitzgerald fondent le label Kung Fu Records, à l'origine pour publier un album d'Assorted Jelly Beans. Le label distribuera aussi la bande-son du film Glory Daze, qui fait participer les Vandals et Assorted Jellybeans. À la fin de l'année, ils publient un album spécial Noël, Oi to the World!, chez Kung Fu Records.
En 1998, le groupe publie Hitler Bad, Vandals Good, son album le plus populaire, qui comprend des chansons humoristiques comme My Girlfriend's Dead et I've Got an Ape Drape. Le groupe continue de tourner, jouant notamment au Vans Warped Tour. En 1999, ils rééditent Slippery When Ill sous le titre The Vandals Play Really Bad Original Country Tunes chez Kung Fu. Les membres se lanceront aussi dans une web-série intitulée Fear of a Punk Planet, plus tard publiée en DVD.
En 2000 sort une édition spéciale 10e anniversaire de Fear of a Punk Planet chez Kung Fu. Elle est suivie par Look What I Almost Stepped In..., leur dernier album chez Nitro Records. À la fin de l'année, Kung Fu Records réédite Oi to the World!. Escalante lance aussi Kung Fu Films en 2000, qui distribuera le film That Darn Punk.

### Période Kung Fu Records (depuis 2000)
À la fin 2000, les Vandals ont enfin remplis toutes les obligations contractuelles avec Nitro Records, et se consacrent pleinement à Kung Fu Records. Le label Kung Fu s'est suffisamment élargir depuis 1996 pour fournir enregistrements, marketing, et soutiens de tournée nécessaires pour le groupe. Avec Escalante comme président du label, le groupe voit un horizon plus prometteur. En 2001, le groupe joue au Vans Warped Tour. Leur nouvel album chez Kung Fu, Internet Dating Superstuds, est publié en 2002. En juillet 2003, les Vandals filment un album live et DVD au House of Blues d'Anaheim pour la série des The Show Must Go Off!.
En décembre 2004, le groupe traverse l'Irak et joue devant les troupes américaines avec le nouveau batteur remplaçant Byron McMackin de Pennywise. Certains fans et contemporains de la communauté punk désapprouveront cette décision, clamant que le groupe encourageait la guerre en Irak. Les membres défendront leur décision expliquant que leur musique est délibérément apolitique. Ils tournent plus tard en Europe, mais la plupart de leurs concerts seront annulés ou boycottés à la suite de leur concert en Irak,,,.
En 2005, le Shingo Japanese Remix Album est publié et comprend des chansons remixées par le DJ japonais Shingo Asari. En août, ils jouent au CBGB. Le même mois, Stevo meurt à cause d'une surdose médicamenteuse,.
En août 2008, The Vandals jouent neuf dates au Warped Tour avec le batteur de Sum 41 Steve Jocz remplaçant Josh Freese, qui tournait de son côté avec Nine Inch Nails,. Le 12 août, le groupe publie BBC Sessions and Other Polished Turds, une compilation de chansons rares et faces B, exclusivement en téléchargement payant.
En janvier 2015, le groupe reprend la chanson I'm An Individual, du footballeur australien Mark « Jacko » Jackson,.
En date de 2017, aucun nouvel album ni chanson n'est publié.

## Membres

### Membres actuels
- Joe Escalante – basse, chœurs (depuis 1988), batterie (1980-1988)
- Dave Quackenbush – chant (depuis 1984)
- Warren Fitzgerald – guitare, chœurs (depuis 1989)
- Josh Freese – batterie (depuis 1989)

### Anciens membres
- Jan Nils Ackermann – guitare (1980–1989)
- Steven Ronald « Stevo » Jensen – chant (1980–1984, décédé en 2005)
- Vince Mesa - batterie (1980)
- Steve Gonzales - basse (1980)
- Steve « Human » Pfauter – basse (1980–1984)
- Brent Turner – basse (1984)
- Chalmer Lumary – basse (1984–1985)
- Robbie Allen – basse (1985–1989)
- Doug MacKinnon – batterie (1988–1989)

### Membres notables
- Brooks Wackerman (Suicidal Tendencies, Infectious Grooves, Bad Religion, Avenged Sevenfold)
- Adrian Young (No Doubt)
- Byron McMackin (Pennywise)
- Derek Grant (The Suicide Machines, Alkaline Trio)
- Ty Smith (Guttermouth, Bullets and Octane, Black President, Jughead's Revenge)
- Damon De La Paz (Fenix*TX, 30 Foot Fall)[18]
- Steve Jocz (Sum 41)
- Actor Keanu Reeves

## Discographie
- 1982 : Peace thru Vandalism
- 1982 : When in Rome Do as the Vandals
- 1989 : Slippery When Ill
- 1990 : Fear of a Punk Planet
- 1995 : Live Fast, Diarrhea
- 1996 : The Quickening
- 1996 : Oi to the World!
- 1998 : Hitler Bad, Vandals Good
- 2000 : Look What I Almost Stepped In...
- 2002 : Internet Dating Superstuds
- 2004 : Hollywood Potato Chip